# エアポート常磐
エアポート常磐（エアポートじょうばん）とは、かつて東日本旅客鉄道（JR東日本）が上野 - 成田空港間を常磐線（快速線）・成田線（我孫子支線・空港支線）経由で運行した臨時快速列車である。

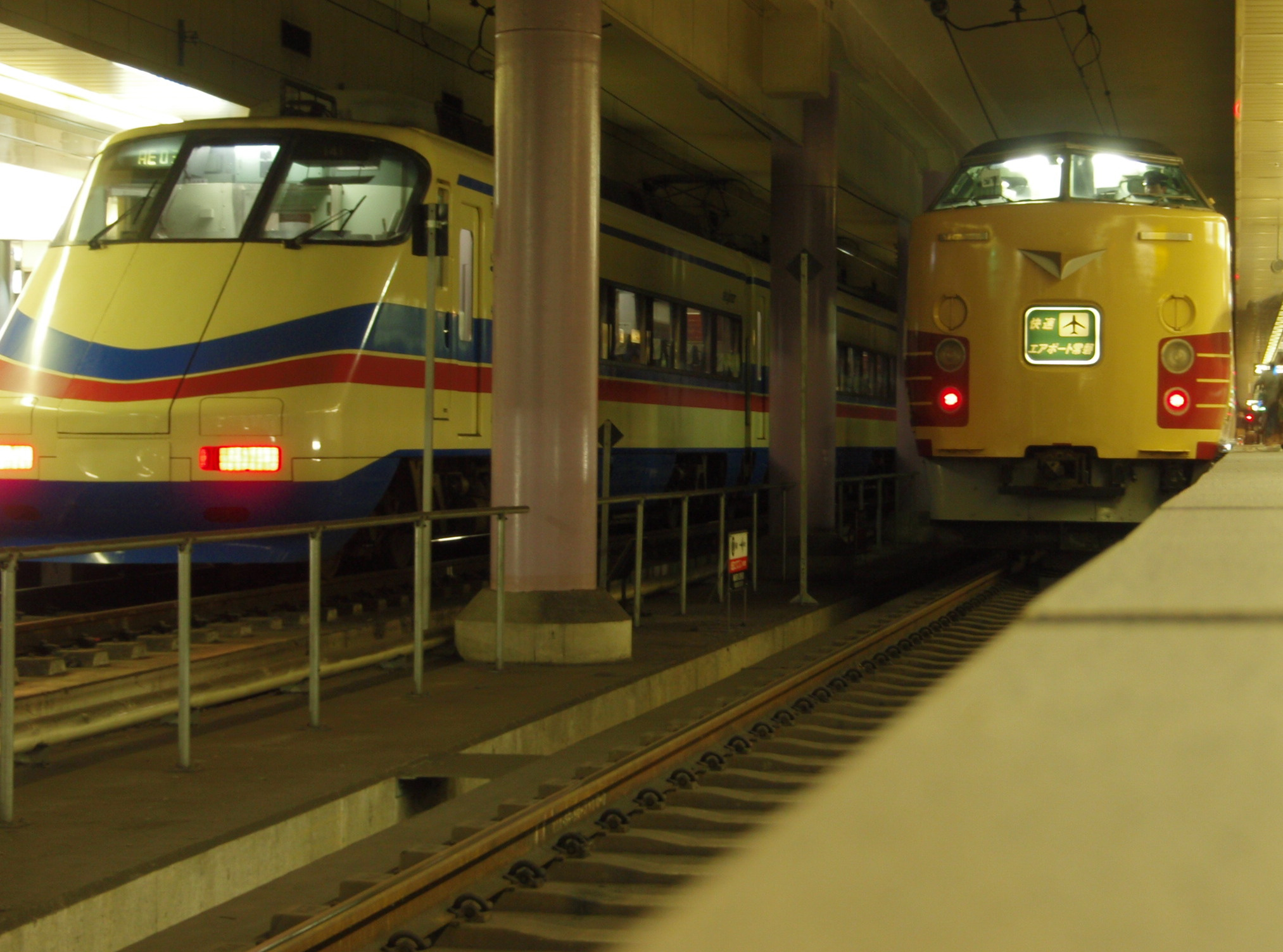
上野 - 成田空港間で運行される「スカイライナー」（左）と「エアポート常磐」（右）
（2007年12月30日 成田空港駅）

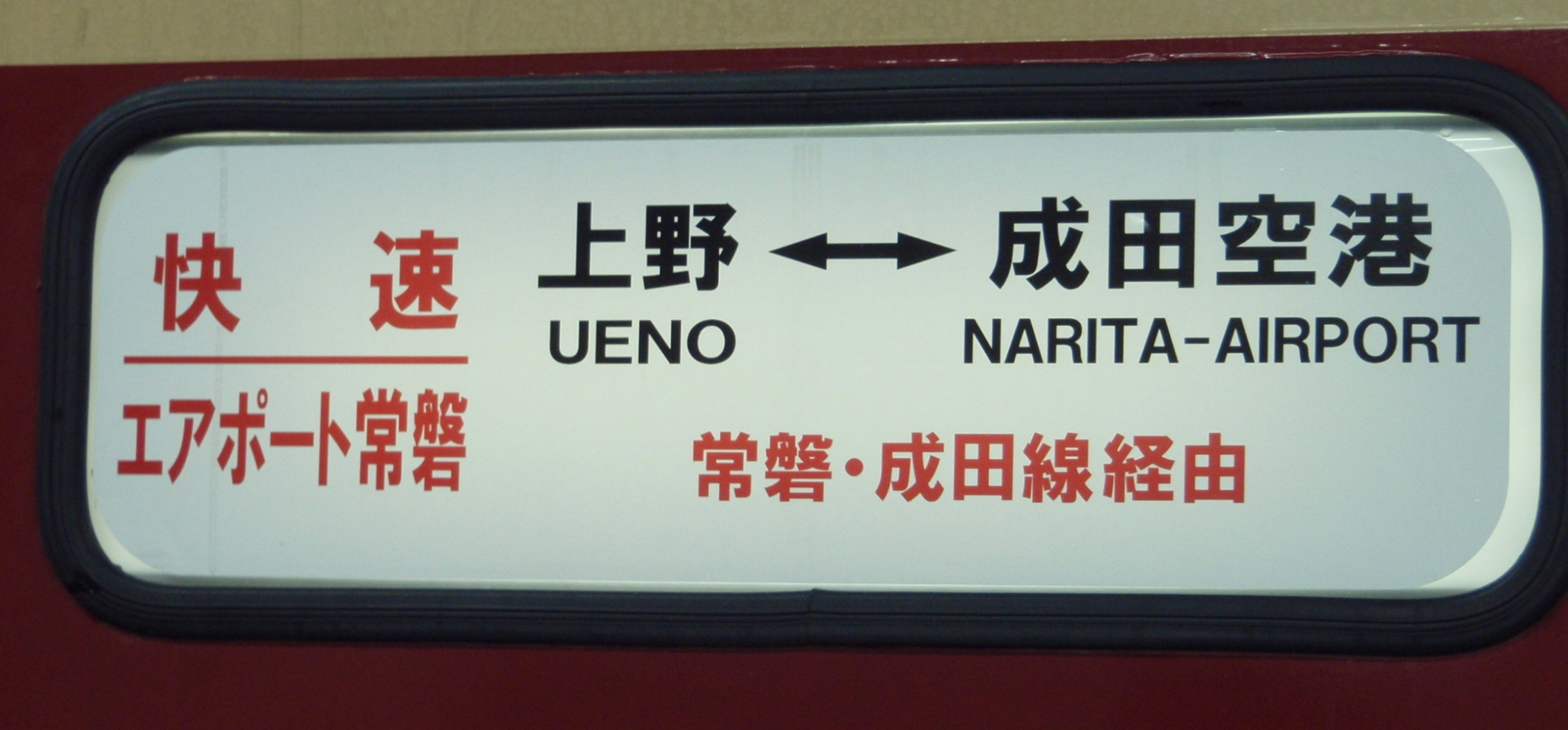
「エアポート常磐」側面行先表示器に貼付されたステッカー

## 概要
この列車は、常磐線経由では初の成田国際空港連絡列車で、2007年12月29日に初めて運行された。列車によって所要時間にばらつきがあり、上野 - 成田空港間は最短1時間28分、最長1時間59分であった。
各運転日には上下2往復が運行され、大宮総合車両センター所属の183系6両編成を使用し、下り上野発成田空港行は全車指定席（運賃の他に指定席料金510円が必要）、上り成田空港発上野行は全車自由席（運賃のみ）という設定がなされた。
側面の行先表示器や前面の愛称表示器への表記は行わず、特製のステッカーをそれぞれの表示器に貼付して運行していた。また、愛称表示ステッカーは青緑色の地で、右上に航空機マークが表記されていた。
2008年に入ってからも、ゴールデンウィーク初頭や夏休みの初期と終盤に運転された。

## 停車駅
上野駅 - 北千住駅 - 松戸駅 - 柏駅 - 我孫子駅 - （成田駅） - 空港第2ビル駅 - 成田空港駅
成田駅は我孫子支線から空港支線へのスイッチバックのため運転停車のみ行う。ただし2008年1月・7月・8月の上り列車に限り旅客扱いを行った。

## 運行期間
年末年始・ゴールデンウィーク・夏休みといった多客期、とりわけ成田空港利用者が特に多いと予想される日に限って運行されていた。
- 2007年12月29日 - 31日、2008年1月3日・5日・6日
- 2008年4月26日・27日・29日
- 2008年7月26日・27日、8月30日・31日

当初、JR東日本では利用動向を踏まえて定期列車化も検討するとしていたが、2008年8月31日を最後に運転は行われていない。